# Pelvicachromis
Il genere Pelvicachromis Thys van den Audenaerde, 1968 comprende 8 specie di pesci d'acqua dolce, appartenenti alla famiglia Cichlidae, sottofamiglia Pseudocrenilabrinae.

## Distribuzione e habitat
Le specie del genere sono originarie dell'Africa centro-occidentale.

## Acquariofilia

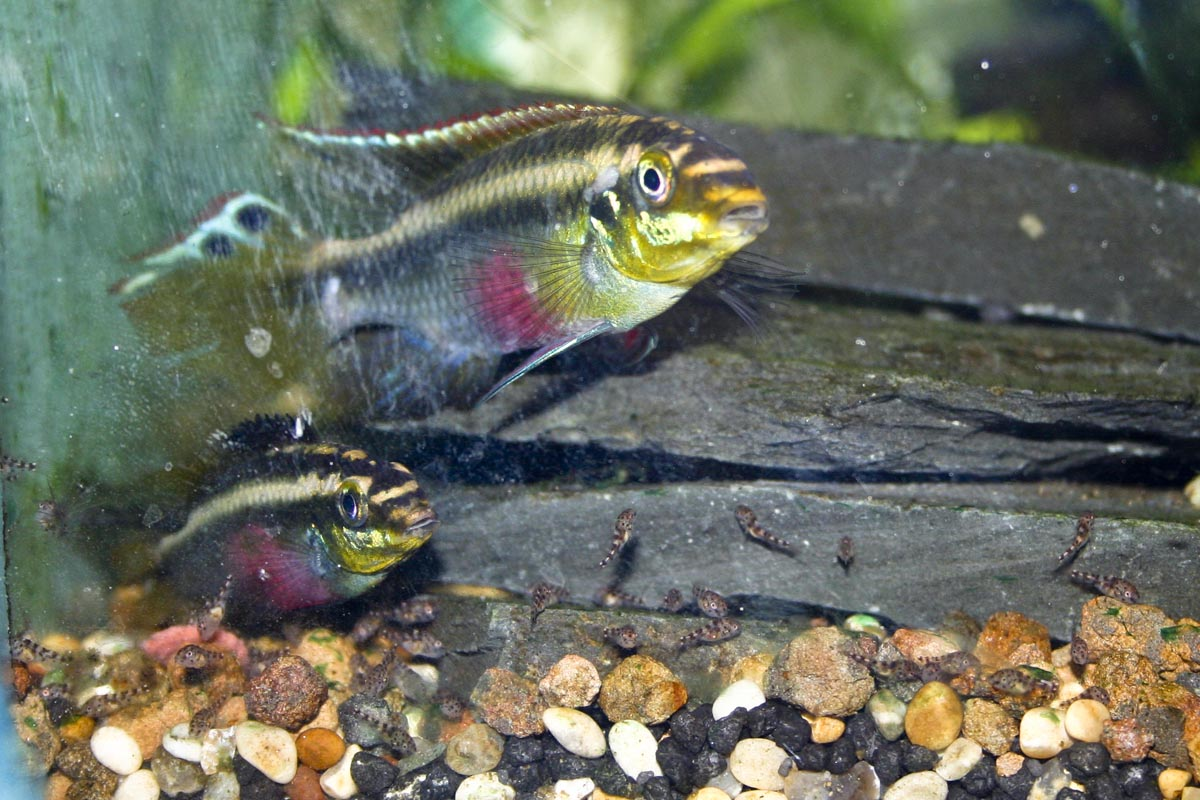
Coppia di Pelvicachromis sacrimontis con prole

Alcune specie sono allevate in acquario.

## Specie
Il genere è stato recentemente oggetto di revisione tassonomica, con la migrazione di una specie in un nuovo genere (Wallaceochromis) e l'aggiunta di nuove specie.
.
- Pelvicachromis drachenfelsi
- Pelvicachromis kribensis
- Pelvicachromis pulcher
- Pelvicachromis roloffi
- Pelvicachromis sacrimontis
- Pelvicachromis silviae
- Pelvicachromis subocellatus
- Pelvicachromis taeniatus